# Guiscardo
Guiscardo  è un nome proprio di persona italiano maschile.

## Varianti
- Maschili: Guicciardo[1][3][4], Guizzardo[4], Viscardo[2]
  - Alterati: Guicciardino[3]
- Femminili: Guiscarda[2], Guicciarda[4], Guizzarda[4], Viscarda[2]

## Origine e diffusione
Nome anticamente più usato, oggi rarissimo, la sua diffusione era dovuta principalmente alla fama di Roberto il Guiscardo, duca di Puglia, Calabria e Sicilia. 
Risale probabilmente a un nome normanno, la cui etimologia è però incerta; alcune fonti lo fanno derivare da wîs ("saggio", o wisa, "esperienza") e hard ("forte", "valoroso"), mentre altre riconducono il primo elemento a wiska ("scaltrezza", quindi "forte e scaltro"), dando il primo etimo alla forma Guicciardo e considerandola un nome a parte.

## Onomastico
Il nome è adespota, cioè non è portato da alcun santo patrono; l'onomastico può essere festeggiato il 1º novembre, festa di Ognissanti.

## Persone

### Varianti
- Viscardo Azzi, militare italiano
- Guicciardino Guicciardini, politico e mercante italiano

## Il nome nelle arti
- Guiscardo è un personaggio della novella prima della quarta giornata del Decameron di Giovanni Boccaccio.